# Unidad de observación
En estadística, una unidad de observación es la unidad descrita por los datos que uno analiza. Por ejemplo, en un estudio de la demanda de dinero, la unidad de observación podría elegirse como individuo, con diferentes observaciones (puntos de datos) para un punto dado en el tiempo que difieren en cuanto a qué individuo se refieren; o la unidad de observación podría ser el país, con diferentes observaciones que difieren solo con respecto al país al que se refieren. Un estudio puede tener una unidad de observación y una unidad de análisis diferentes: por ejemplo, en la investigación comunitaria, el diseño de la investigación puede recopilar datos a nivel individual de observación, pero el nivel de análisis puede ser a nivel de vecindario, extrayendo conclusiones sobre las características del vecindario a partir de datos recogidos de particulares. En conjunto, la unidad de observación y el nivel de análisis definen la población de una empresa de investigación.

## Punto de datos o Data point
Un punto de datos u observación es un conjunto de una o más mediciones en un solo miembro de la unidad de observación. Por ejemplo, en un estudio de los determinantes de la demanda de dinero  con la unidad de observación que es el individuo, un punto de datos podría ser los valores de ingreso, riqueza, edad del individuo y número de dependientes. La inferencia estadística sobre la población se llevaría a cabo utilizando una muestra estadística que consta de varios puntos de datos similares. 
Además, en gráficos estadísticos, un "punto de datos" puede ser un elemento individual con una visualización estadística; dichos puntos pueden relacionarse con un solo miembro de una población o con una estadística de resumen calculada para una subpoblación determinada. 

## Tipos de datos
Las medidas contenidas en una unidad de observación se escriben formalmente, donde aquí se usa el tipo de manera compatible con el tipo de datos en informática; de modo que el tipo de medición puede especificar si la medición da como resultado un valor booleano de {sí, no}, un número entero o real, la identidad de alguna categoría o algún vector o matriz. 
La implicación de un punto es a menudo que los datos se pueden trazar en una forma gráfica, pero en muchos casos los datos se procesan numéricamente antes de que esto se haga. En el contexto de los gráficos estadísticos, los valores medidos para individuos o estadísticas de resumen para diferentes subpoblaciones se muestran como símbolos separados dentro de una pantalla; dado que dichos símbolos pueden diferir según la forma, el tamaño y el color, un solo punto de datos dentro de una pantalla puede transmitir múltiples aspectos del conjunto de mediciones para un individuo o subpoblación. 